# جان کاتبوش
جان کاتبوش (انگلیسی: John Cutbush)